# ذيل الثعلب
ذيل الثعلب  أو السِّتارية اسمه العلمي (باللاتينية: Setaria) و(بالإنجليزية: bristlegrass)‏ أو العشب الأهلب هو جنس نباتي عشبي ينتمي إلى الفصيلة النجيلية. يضم أنواعا تعد من الحشائش المهمة في المحاصيل الحقلية بينما يعد ذيل الثعلب الإيطالي أحد محاصيل الحبوب.

## من أنواعه
- ذيل الثعلب الأخضر (باللاتينية: Setaria viridis)
- ذيل الثعلب الأزرق (باللاتينية: Setaria glauca)
- ذيل الثعلب الإيطالي (باللاتينية: Setaria italica)
- ذيل الثعلب الساجد (باللاتينية: Setaria cernua)
- ذيل الثعلب الغابي (باللاتينية: Setaria pumila)
- ذيل الثعلب عريض الأوراق (باللاتينية: Setaria megaphylla)
- ذيل الثعلب العملاق (باللاتينية: Setaria faberi)